# Pawieł Mamajew
Pawieł Konstantinowicz Mamajew (ros. Павел Константинович Мамаев; ur. 17 września 1988 w Moskwie) – rosyjski piłkarz występujący na pozycji pomocnika w FK Chimki.

## Życiorys

### Kariera piłkarska
Karierę rozpoczął w Torpedo Moskwa. Występował tam łącznie przez dwa sezony. W zimie 2007 roku związał się umową z CSKA Moskwa, a jego transfer opiewał na 2,5 miliona dolarów. W barwach CSKA zadebiutował 29 lipca w meczu z FK Chimki. Premierowe trafienie pomocnika miało z kolei miejsce 10 sierpnia 2008 w meczu przeciwko Saturnowi Ramienskoje. W lipcu 2013 został wypożyczony do FK Krasnodar na sezon. W styczniu 2014 Krasnodar zdecydował się na transfer definitywny. W latach 2019–2021 grał w FK Rostów.
Mamajew był reprezentantem Rosji do lat 21. Pierwsze powołanie do seniorskiej reprezentacji Rosji otrzymał w maju 2009. 17 listopada 2010 zadebiutował w seniorskiej kadrze i miało to miejsce w przegranym 0–2 towarzyskim spotkaniu z Belgią.

### Sprawa karna Mamajewa i Kokorina
W październiku 2018 roku Pawieł Mamajew i Aleksandr Kokorin zostali aresztowani pod zarzutem pobicia. Podejrzenie to potwierdziły nagrania z kamer monitoringu, a poszkodowanym okazał się pracownik Ministerstwa Przemysłu i Handlu Rosji, Denis Pak. Obaj piłkarze zostali skazani na karę pozbawienia wolności z nakazem odbywania kary w kolonii karnej o ogólnym rygorze (Mamajew – 17 miesięcy, Kokorin – 18 miesięcy).
Swoje oburzenie sytuacją wyraziły: Priemjer-Liga, Rosyjski Związek Piłkarski, oraz rzecznik prezydenta Rosji, Dmitrij Pieskow. Z kolei trener Rinat Bilaletdinow stwierdził, że po odbyciu kary zawodnicy „rozpoczną nowe życie”, a sprawa została przesadnie nagłośniona przez media. Chęć zatrudnienia obu zawodników po wyjściu z więzienia zadeklarował klub Achmat Grozny.

## Sukcesy
Zespołowe
- Mistrz Rosji: 2012/2013
- Wicemistrz Rosji: 2008
- Zdobywca Pucharu Rosji: 2007/2008, 2008/2009, 2010/2011, 2012/2013
- Zdobywca Superpucharu Rosji: 2013

Indywidualne
- Lista 33 najlepszych piłkarzy w lidze rosyjskiej: 2010 (nr 3), 2014/2015 (nr 2), 2015/2016 (nr 1)